# حوزه انتخابیه دوازدهم تگزاس
حوزه انتخابیه دوازدهم تگزاس یک حوزه انتخابیه مجلس نمایندگان آمریکا است که در ایالت تگزاس قرار دارد.